# Liste von Persönlichkeiten der Stadt Meerbusch
Diese Liste enthält Persönlichkeiten, die mit der Stadt Meerbusch in einem wesentlichen Zusammenhang stehen.
Hinweis: Die Sortierung der Personen erfolgt nicht alphabetisch, sondern chronologisch.

## Bürgermeister
Seit der Gründung im Jahr 1970 hatte Meerbusch die folgenden Bürgermeister:
- Ernst Wilhelm Handschumacher (* 1924 in Rheydt; † 2014 in Monschau), erster Bürgermeister der Stadt Meerbusch von 1970 bis 1979
- Ernst Nüse (* 1928; † 2000 in Osterath), CDU, Bürgermeister von 1979 bis 1989
- Lothar Beseler (* 1942 in Essen), SPD, Bürgermeister von 1989 bis 1994
- Rolf Hapke (* 1930 in Berlin; † 2004 in Duisburg), CDU, Bürgermeister von 1994 bis 1999
- Dieter Spindler (* 1950 in Göttingen), CDU, erster hauptamtlicher Bürgermeister von 1999 bis 2014
- Angelika Mielke-Westerlage (* 1954 in Lank-Latum), CDU, Bürgermeisterin von 2014 bis 2020
- Christian Bommers (* 1976 in Krefeld), CDU, Bürgermeister seit 2020

## Ehrenbürger
Meerbusch hat nur einen einzigen Ehrenbürger:
- Franz Schütz (* 1900 in Büderich; † 1970), Werksdirektor der Böhler AG, Bürgermeister von Büderich[1]

Als weitere Auszeichnung vergibt die Stadt den Ehrenring. Träger sind u. a. die ehemaligen Bürgermeister (siehe oben) Beseler, Handschumacher und Nüse, sowie die verdienten Bürger Eberhard Kuntze, Günter Lorch, Louis Le Calvez aus der Partnerstadt Fouesnant, Alfons Wirtz, Franz Rybak, Konrad Bauschinger, Klaus Litzenburger.

## Söhne und Töchter der Stadt (im Stadtgebiet von Meerbusch geboren)

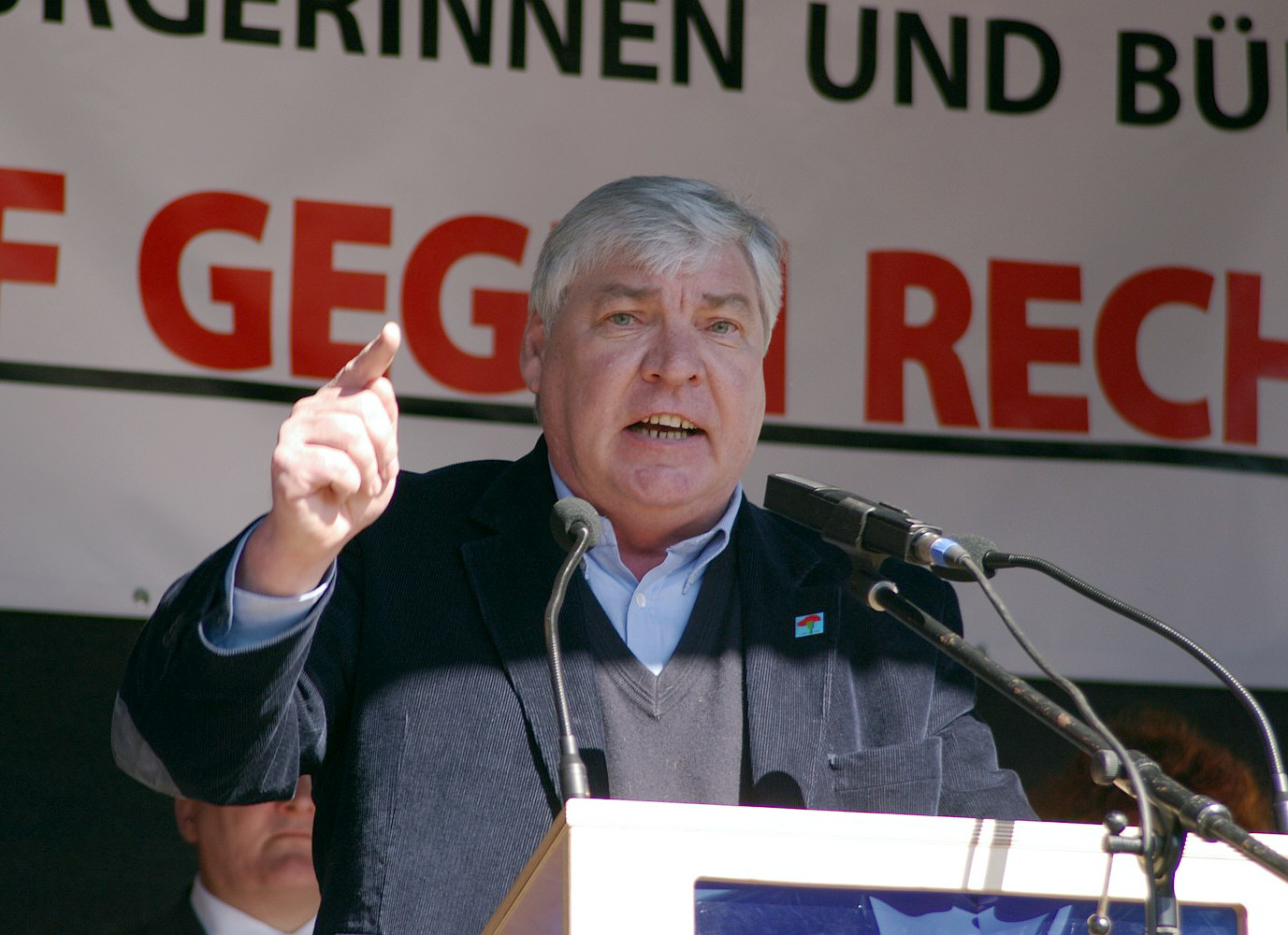
Michael Sommer, DGB-Vorsitzender, geboren in Büderich

- Heinrich Leven SVD (* 1883 in Lank; † 1953), Apostolischer Vikar und Titularbischof[4]
- Franz Schütz (* 1900 in Büderich; † 1970), Politiker (CDU), Bürgermeister von Büderich und Landtagsabgeordneter, einziger Ehrenbürger von Meerbusch (s. o.)
- Hans Gottfried Bernrath (* 1927 in Osterath; † 2010), Politiker (SPD), lange Jahre Vorsitzender des Innenausschusses des Deutschen Bundestags
- Paul J. Kohtes (* 1945 in Büderich), PR-Berater, Buchautor und Sprecher
- HP Winkes (* 1946 in Meerbusch; † 2010 in Berlin), Sohn des Bürgermeisters Peter Winkes, Architekt und Designer
- Margarete Winkes (* 1947 in Lank-Latum; † 2018 in Berlin) Architektin, Professorin an der TU Berlin, Mitbegründerin der Werkfabrik in Berlin
- Michael Martinek (* 1950 in Büderich), Rechtswissenschaftler
- Michael Sommer (* 1952 in Büderich; † 2025), Bundesvorsitzender des Deutschen Gewerkschaftsbundes (DGB)
- Anne-José Paulsen (* 1952 in Meerbusch), Juristin, Präsidentin des Oberlandesgerichts Düsseldorf
- Artur Leenders (* 1954 in Meerbusch), Autor von Kriminalromanen
- Angelika Mielke-Westerlage (* 1954 in Lank-Latum), Bürgermeisterin von Meerbusch
- Patrick Schwarz-Schütte (* 1956 in Büderich), Unternehmer und Präsident der Deutsch-Französischen Industrie- und Handelskammer
- Burkhard Hasebrink (* 1957 in Meerbusch), germanistischer Mediävist
- Elke Badde (* 1959 in Lank-Latum), Politikerin (SPD)
- Andreas Schmitz (* 1960 in Büderich), Bankmanager, Präsident des Bundesverbandes deutscher Banken
- Volker G. Schmitz (* 1961 in Büderich), Fernsehmoderator
- Jens Petersen (* 1963), Autorennfahrer
- Anke Plättner (* 1963 in Lank-Latum), Fernsehjournalistin
- Stefan Kofner (* 1964 in Lank-Latum), Wirtschaftswissenschaftler und Hochschullehrer
- Hansi Kürsch (* 1966 in Lank-Latum), Sänger der deutschen Metalbands Blind Guardian und Demons & Wizards
- Christian Flügge (* 1967 in Meerbusch), Eishockeyspieler
- Vera Int-Veen (* 1967 in Lank-Latum), Fernsehmoderatorin
- Thomas Kron (* 1970 in Lank-Latum), Soziologe
- Rainer Galke (* 1971 in Meerbusch), Schauspieler
- Heiko Kleibrink (* 1973 in Meerbusch), Tanzsportler
- André Krieger (* 1979 in Meerbusch), Produzent von Webvideos
- Wolke Hegenbarth (* 1980 in Meerbusch), Schauspielerin
- Steffen Driesen (* 1981 in Meerbusch), Schwimmer
- Simone Wiegele (* 1986 in Meerbusch), Voltigiererin
- Elena Hauer (* 1986 in Meerbusch), Fußballspielerin, U-19-Weltmeisterin 2004
- Julia Dellgrün (* 1987 in Meerbusch), Schauspielerin
- Thea Mengeler (* 1988 in Meerbusch), Schriftstellerin

## Sonstige

### In Meerbusch aufgewachsen oder zur Schule gegangen

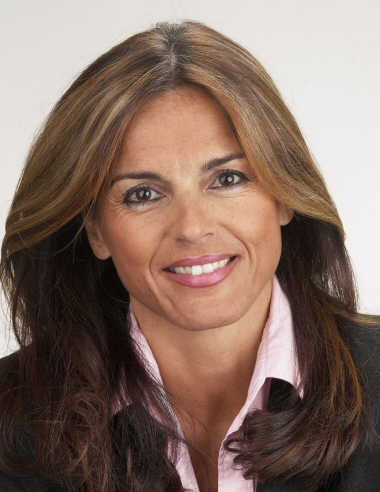
Michaela Noll, MdB, Abitur in Meerbusch

- Johannes Stüttgen (* 1945 in Freiwaldau), Künstler und Autor
- Wolfgang Hohlbein (* 1953 in Weimar), deutscher Schriftsteller, aufgewachsen in Osterath
- Mojo Mendiola (* 1954 in Kempen; † 2017), Journalist und Künstler, Kindheit in Büderich
- Annette von Wangenheim (* 1957 in Grevenbroich), Dokumentarfilmerin, Autorin und Musikpädagogin, aufgewachsen in Strümp
- Michaela Noll (* 1959 in Düsseldorf), Politikerin (CDU), Mitglied des Deutschen Bundestages
- Stephan Runge (* 1962 in Düsseldorf), deutscher Schauspieler, Musiker und bildender Künstler
- Philipp Brenninkmeyer (* 1964 in Wimbledon), niederländischer Schauspieler, zum Teil in Büderich aufgewachsen
- Astrid Vollenbruch (* 1964 in Aachen), Autorin
- Jan Weiler (* 1967 in Düsseldorf), Journalist und Buchautor, Schulzeit und Abitur in Meerbusch
- Michael Stolle (* 1974 in Buxtehude), Stabhochspringer, zum Teil in Meerbusch aufgewachsen
- Der Ole (* 1978 in Düsseldorf), deutscher Rockmusiker, aufgewachsen in Lank-Latum
- Dominic Oley (* 1980 in Meerbusch), Schauspieler, Theaterregisseur und Dramatiker
- Natalie Ackermann (* 1980 in Düsseldorf), Schauspielerin, Moderatorin und Miss Deutschland 2006, aufgewachsen in Büderich
- Jan Taube (* 1984 in Düsseldorf), Eishockeyspieler, aufgewachsen in Büderich
- Sami Allagui (* 1986 in Düsseldorf), Fußballspieler, aufgewachsen in Büderich
- Niklas Hermes (* 1990 in Köln), Musikkomponist, aufgewachsen in Strümp und Büderich

### In Meerbusch wohnhaft oder tätig

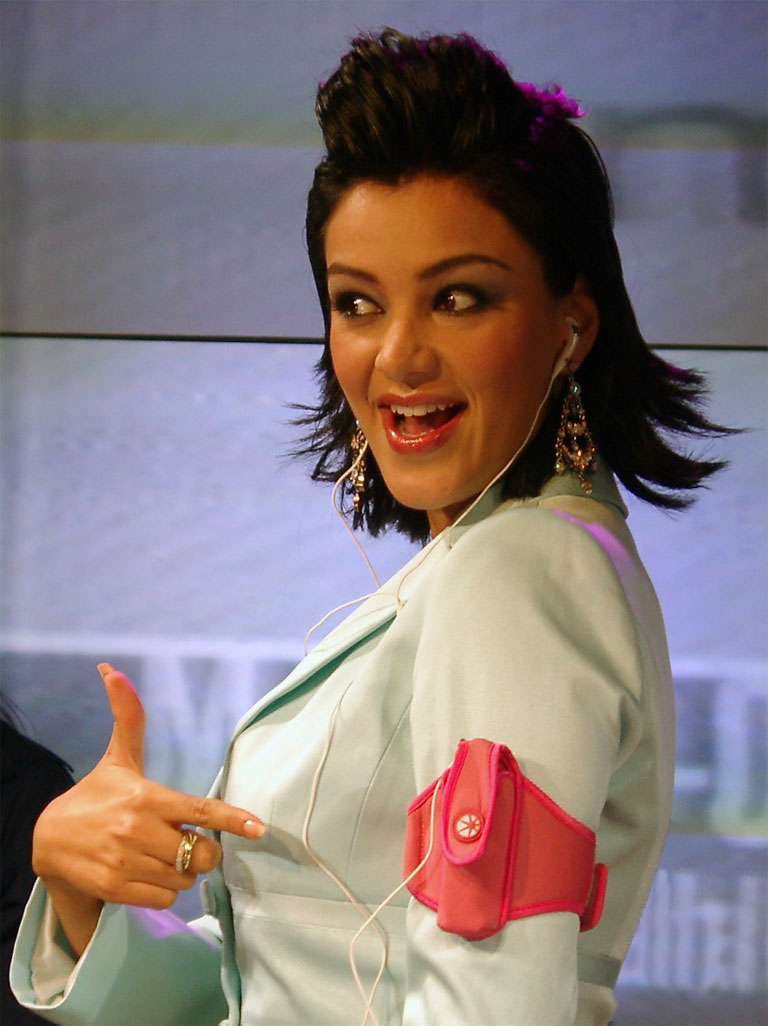
Verona Pooth, wohnhaft in Meerbusch

Die folgenden bekannten Personen waren in der Vergangenheit oder sind aktuell in Meerbusch wohnhaft oder maßgeblich tätig:
- Gerhard Vynhoven (* 1596 in Neersen; † 1674 in Düsseldorf), Priester
- Wilhelm Jacobs (* 1720 in Schiefbahn; † 1798 in Latum), Pastor von Lank und Chronist[5]
- Theodor Holzschneider (* 1842; † 1912), Chronist und Heimatforscher, Osterath
- Johannes Kirschbaum (* 1844 in Eisbach; † 1919 in Büderich), Pfarrer in Büderich[6][7]
- Adolf Lins (* 1856; † 1927), Maler, lebte und malte um 1886 in Nierst Persönlichkeiten
- Carl Friedrich Wilhelm Robert Visser (* 1860, † 1937), Plantagendirektor, Kolonialpionier, Zoodirektor, Gründer und Direktor des Düsseldorfer Verkehrsvereins.[8]
- Eugen Haiko Josef Ignatz Connemann (* 1873 in Leer; † 1956 in Lank-Latum), Bürgermeister des Amtes Lank 1908–1934.[9]
- Fritz August Breuhaus de Groot (* 1883 in Solingen; † 1960 in Köln), Architekt und Designer, um 1908 Mitinitiator der Gartenstadt Meererbusch
- Herta Klingbeil (* 1905 in Duisburg; † 1990 in Düsseldorf-Kaiserswerth), Gemeindeschwester in Lank-Latum, Trägerin der Verdienstplakette von Meerbusch[10]
- Frid Muth (* 1912 in Edigheim; † 1996 in Baden-Baden), Unternehmer, Politiker, Verleger und Autor.
- Gustav Artur Eduard Johann Poel (1917–2009), U-Boot-Kommandant im Zweiten Weltkrieg, Diplomingenieur, Manager der deutschen Stahlindustrie und Unternehmensberater, lebte in Meerbusch
- Joseph Beuys (* 1921 in Krefeld; † 1986 in Düsseldorf), Aktionskünstler, Bildhauer, Zeichner, Kunsttheoretiker und Pädagoge
- Friedrich Wilhelm Christians (* 1922 in Paderborn; † 2004 in Düsseldorf), Bankier
- Will Brüll (* 1922 in Viersen; † 22. August 2019 in Meerbusch-Osterath), Bildhauer, lebte in Osterath
- Holger Runge (* 1925 in Weimar, † 2024), Künstler
- Friedrich Karl Flick (* 1927 in Berlin; † 2006 in Auen am Wörthersee), Unternehmer und Milliardär, lebte in Büderich
- Ingrid Kuntze (* 1935 in Mönchengladbach), Musikerin und Musikpädagogin, leitete bis 1995 die Städtische Musikschule Meerbusch
- Hansjürgen Bulkowski (* 1938 in Berlin-Dahlem, † 2024), Schriftsteller, lebte von 1979 bis 2008 in Osterath
- Florian Schneider-Esleben (* 1947 in Düsseldorf; † 2020), Musiker, Mitbegründer der Band Kraftwerk, lebte zuletzt in Büderich
- Wolfgang „Wölli“ Rohde (* 1950 in Kiel; † 2016), Musiker, ehemaliger Drummer der Toten Hosen, lebte in Lank-Latum
- Felix Droese (* 1950 in Singen/Hohentwiel), Künstler
- Prof. Dr. Herbert E. Einsiedler (* 1952), ehem. Landesgeschäftsführer der Ökologisch-Demokratischen Partei in NRW
- Walter Freiwald (* 1954 in Wittmund; † 2019), Moderator und Schauspieler
- Thomas Blomenkamp (* 1955 in Düsseldorf), Komponist
- Jürgen Marbach (* 1958 in Duisburg), Manager
- Ingo Bredenbach (* 1959 in Wuppertal), Organist und Kirchenmusiker
- Oliver Keymis (* 1960 in Düsseldorf), Politiker, Vizepräsident des Landtages von Nordrhein-Westfalen, wohnt in Lank-Latum
- Ralf Bos (* 1961 in Düsseldorf-Bilk), Koch, Restaurantfachmann und Unternehmer, tätig in Büderich
- Dieter „Didi“ Hegen (* 1962 in Kaufbeuren), Eishockeyspieler
- Inken Kuntze-Osterwind (* 1965 in Düsseldorf), Fotografin, wohnt in Strümp
- Ramon Zenker (* 1968 in Willich), Musiker, Komponist und Musikproduzent, in Osterath aufgewachsen, lebt jetzt in Büderich
- Verona Pooth (* 1968 in La Paz, Bolivien), gebürtige Feldbusch, Entertainerin, Unternehmerin, Werbeikone und Fernsehmoderatorin, wohnt in Büderich
- Franjo Pooth (* 1969), Unternehmer, wohnt in Büderich
- Lutz Lienenkämper (* 1969 in Köln), Politiker (CDU), Minister für Bauen und Verkehr 2009–2010 sowie Finanzminister seit 2017 in Nordrhein-Westfalen, aufgewachsen und wohnhaft in Strümp
- Marc Margielsky (* 1972 in Krefeld), Maler, Designer und Autor, lebte von 1977 bis 1999 in Osterath
- Michael Ballack (* 1976 in Görlitz), Fußballspieler, wohnte von 2010 bis 2013 in Büderich
- Christian Lindner (* 1979 in Wuppertal), Politiker (FDP), hat seit 2012 einen Wohnsitz in Meerbusch[11]
- André Krieger (* 1979), YouTuber
- Martin Stranzl (* 1980 in Güssing, Österreich), Fußballspieler, wohnt in Meerbusch
- Jermaine Jones (* 1981 in Frankfurt am Main), Fußballspieler, wohnte in Büderich
- Raffael (* 1985 in Fortaleza, Brasilien), Fußballspieler, wohnhaft in Strümp[12]
- Melissa Satta (* 1986 in Boston, Massachusetts, Vereinigte Staaten), Model, Moderatorin und Schauspielerin, wohnhaft in Büderich
- Kevin-Prince Boateng (* 1987 in West-Berlin), Fußballspieler, wohnt in Büderich
- Lars Unnerstall (* 1990 in Ibbenbüren), Fußballspieler

### In Meerbusch verstorben oder begraben
- Heinrich Maria Martin Schäfer (* 1879 in Remscheid; † 1951 in Meerbusch), Jurist und Politiker
- Herbert Böttger (* 1898 in Krefeld; † 1954 in Büderich), Maler
- Carl Christian Schmid (* 1886 in Osnabrück; † 1955 in Meerbusch), Verwaltungsjurist und Politiker (DVP)
- Hans Ellenbeck (* 1889 in Krefeld; † 1959 in Strümp), Politiker (DNVP)
- Ewald Mataré (* 1887 in Aachen-Burtscheid; † 1965 in Büderich), Maler und Bildhauer
- Otto-Ernst Flick (* 1916; † 1974 in Meerbusch), Industrieller
- Walter Breker (* 1904 in Bielefeld; † 1980 in Olsberg), Gebrauchsgrafiker, Professor an der Kunstakademie Düsseldorf
- Wilhelm Hanebal (* 1905 in Steinheim; † 1982 in Büderich), Bildhauer
- Franz Ruffing (* 1912 in Köln-Kalk; † 1989 in Büderich), Maler und Grafiker
- Franz Heinrich Ulrich (* 1910 in Hannover, † 1987 in Meerbusch), Bankmanager
- Ruth Niehaus (* 1925 in Krefeld; † 1994 in Hamburg), deutsche Schauspielerin und Regisseurin
- Frank Töppe (* 1947 in Bleicherode; † 1997 in Meerbusch), Autor und Grafiker
- Rolf Crummenauer (* 1925 in Duisburg-Ruhrort; † 1999 in Osterath), Künstler und Hochschullehrer
- Hans Schlütter (* 1913 in Helderloh; † 2003 in Meerbusch), Agrarwissenschaftler, Verwaltungsbeamter und Politiker
- Erwin Heerich (* 1922 in Kassel; † 2004 in Osterath), Bildhauer, lebte in Osterath
- Manfred Schatz (* 1925 in Bad Stepenitz; † 2004 in Meerbusch) Tiermaler, Hochschullehrer, lebte bis zu seinem Tod 2004 in Osterath
- Ben Tijnagel (* 1964 in Nijmegen; † 2005 in Meerbusch (Autounfall auf der A57)), niederländischer Eishockeyspieler
- Erich Potthoff (* 1914 in Köln; † 2005 in Meerbusch), Ökonom und Hochschullehrer, Wirtschaftsprüfer und Landtagsabgeordneter
- Herbert Thomas Mandl (* 1926 in Bratislava; † 2007 in Büderich), tschechisch-deutsch-jüdischer Autor, Konzertviolinist, Musikprofessor, Philosoph, Erfinder, Vortragsreisender
- Hartmut Krebs (* 1946 in Isny; † 2007 in Meerbusch), Beamter, Staatssekretär und Unternehmer